# 다카하시 슈타
다카하시 슈타(일본어: 高橋 周大, 1983년 7월 27일 ~ )는 일본의 전 축구 선수이다.

## 구단 경력
과거 미토 홀리호크에서 활동하였다.